# 小行星1900
小行星1900（1900 Katyusha）是一颗围绕太阳公转的小行星。1971年12月16日，塔瑪拉·斯米爾諾娃在克里米亚发现了此天体。
該小行星以蘇聯飛行員葉卡捷琳娜·澤連科命名。
这颗小行星的绝对星等为142.5472291718993等。